# Febbre da morso di ratto
La febbre da morso di ratto è una malattia febbrile sistemica abbastanza rara, che può essere causata da batteri che albergano nell'orofaringe dei roditori (solitamente ratti) e possono essere trasmessi all'uomo tramite un morso.
Ci sono forme streptobacillari (febbre streptobacillare da morso di ratto, febbre di Haverhill) e forme spirillari (sodoku).

## Eziologia
Gli agenti eziologici sono Streptobacillus moniliformis che è un bacillo Gram negativo e Spirillum minor, uno spirillo, anch'esso Gram negativo.

## Storia
- Sindromi febbrili conseguenti al morso di ratti sono note da secoli in India; in Giappone è chiamata Sodoku (so significa ratto, doku significa avvelenamento).
- Wilcox nel 1839 riportò il caso di una "violenta malattia febbrile conseguente al morso di un ratto"
- Nel 1916 fu individuato l'agente eziologico, un bacillo Gram negativo che venne inizialmente chiamato Streptothrix muris ratti.
- Nel 1925 un batterio isolato dall'emocoltura di un laboratorista con febbre esantematica e artralgie, fu identificato e chiamato Streptobacillus moniliformis, perché in coltura cresceva in un modo che ricordava la forma di una collana.
- Nel 1926 durante un'epidemia febbrile a Haverhill-Massachusetts su un'emocoltura fu isolato un microorganismo simile, che fu chiamato Haverhillia multiformis, responsabile della febbre di Haverhill.
- Successivamente i tre microorganismi scoperti si rivelarono essere lo stesso batterio, che fu chiamato Streptobacillus moniliformis, agente eziologico della febbre streptobacillare da morso di ratto
- Nei primi anni del XX secolo in Giappone fu isolato il microrganismo responsabile del Sodoku, che fu inizialmente chiamato Spirocheta morsus muris o Sporozoa muris: nel 1924 fu rinominato Spirillum minus.

## Epidemiologia
La malattia è presente in tutto il mondo, soprattutto nelle Americhe e in Asia. La maggior parte dei casi in America è causata da Streptobacillus moniliformis (febbre streptobacillare), mentre le forme asiatiche sono più spesso causate da Spirillum minus (sodoku).
Gli individui a rischio sono il personale di laboratorio, per inoculazione accidentale, e le popolazioni (soprattutto bimbi) che vivono nelle aree suburbane degradate o in zone rurali infestate dai ratti.

## Patogenesi
La malattia può essere trasmessa con il morso o il graffio del roditore serbatoio. Una volta attraversata la cute e raggiunto il torrente ematico, se il sistema immunitario non controlla l'infezione, si ha una disseminazione ematogena del batterio. La malattia streptobacillare (a differenza di quella spirillare) può essere trasmessa anche per via alimentare, per assunzione di cibo (carne di tacchino), latte o acqua contaminati da feci di ratto (è il caso della febbre di Haverhill o eritema artritico epidemico).

## Clinica

### Forma streptobacillare
Nella forme da streptobacillo, dopo un'incubazione di una settimana circa (da 1 a 20 giorni), dopo il morso di un ratto (anche di poco conto), compaiono improvvisamente febbre, brividi, cefalea, vomito e importanti artralgie migranti e mialgie. Dopo 2-4 giorni dall'esordio febbrile compare l'esantema non pruriginoso, maculo-papulare, morbilliforme o petecchiale, che coinvolge le estremità, le palme delle mani e le piante dei piedi. Nella metà dei casi, durante l'esantema  si ha una poliartrite asimmetrica o una vera e propria artrite settica (sono più spesso coinvolte le ginocchia). Dopo 3-5 giorni la febbre si risolve spontaneamente e la malattia guarisce completamente nel giro di 2 settimane. Raramente si possono avere ricadute con febbre intermittente o artrite, che può durare anche mesi. La febbre di Haverhill differisce dalle forme acquisite per via percutanea, per la maggiore importanza della sindrome gastroenterica e per la maggiore frequenza di faringiti. Complicanze rare sono l'endocardite, la miocardite, la pericardite, la polmonite, gli ascessi parenchimali.

### Forma spirillare
Nella forma da spirillo (sodoku) la ferita sede dell'inoculo inizialmente guarisce, ma poi si fa edematosa e dolente e si ulcera, con la formazione di un'escara. Si ha una linfoadenopatia satellite importante a differenza della forma streptobacillare. Successivamente la malattia diventa febbrile e sistemica. A differenza che delle forme sterptobacillari, nelle forme spirillari le artralgie e le mialgie sono rare e l'esantema è più esteso.

## Diagnosi
La diagnosi è per lo più clinica e anamnestica. Si può avere leucocitosi periferica importante.

### Esami microbiologici
L'esame diretto a fresco (o meglio dopo coltura) del sangue, del pus o del liquido sinoviale infetto consentono la visualizzazione dello streptobacillo. Lo spirillo non cresce in coltura ma deve essere inoculato nel peritoneo di topo o di cavia da laboratorio

### Esami sierologici
Le emagglutinine specifiche per Streptobacillus compaiono entro 10 giorni dall'esordio e raggiungono i titoli più alti dopo 1-3 mesi, per poi scendere gradualmente. Non ci sono test sierologici per Spirillum. I test sierologici per la sifilide possono dare falsi positivi.

## Terapia
Entrambi gli agenti eziologici rispondono bene alla terapia con penicillina (benzilpenicillina 500 000 U intramuscolo 4 volte al giorno). Eritromicina o doxiciclina possono essere utilizzati nei pazienti allergici.